# أولاد علي بن علي (أولاد اشبانة)
أولاد علي بن علي هو دُوَّار يقع بجماعة أولاد شبانة، إقليم سطات، جهة الدار البيضاء سطات في المملكة المغربية. ينتمي الدوّار لمشيخة أولاد اشبانة التي تضم 7 دواوير. يقدر عدد سكانه بـ 849 نسمة حسب الإحصاء الرسمي للسكان والسكنى لسنة 2004.

## روابط خارجية
- البوابة الوطنية للجماعات الترابية
- المندوبية السامية للتخطيط